# 생각

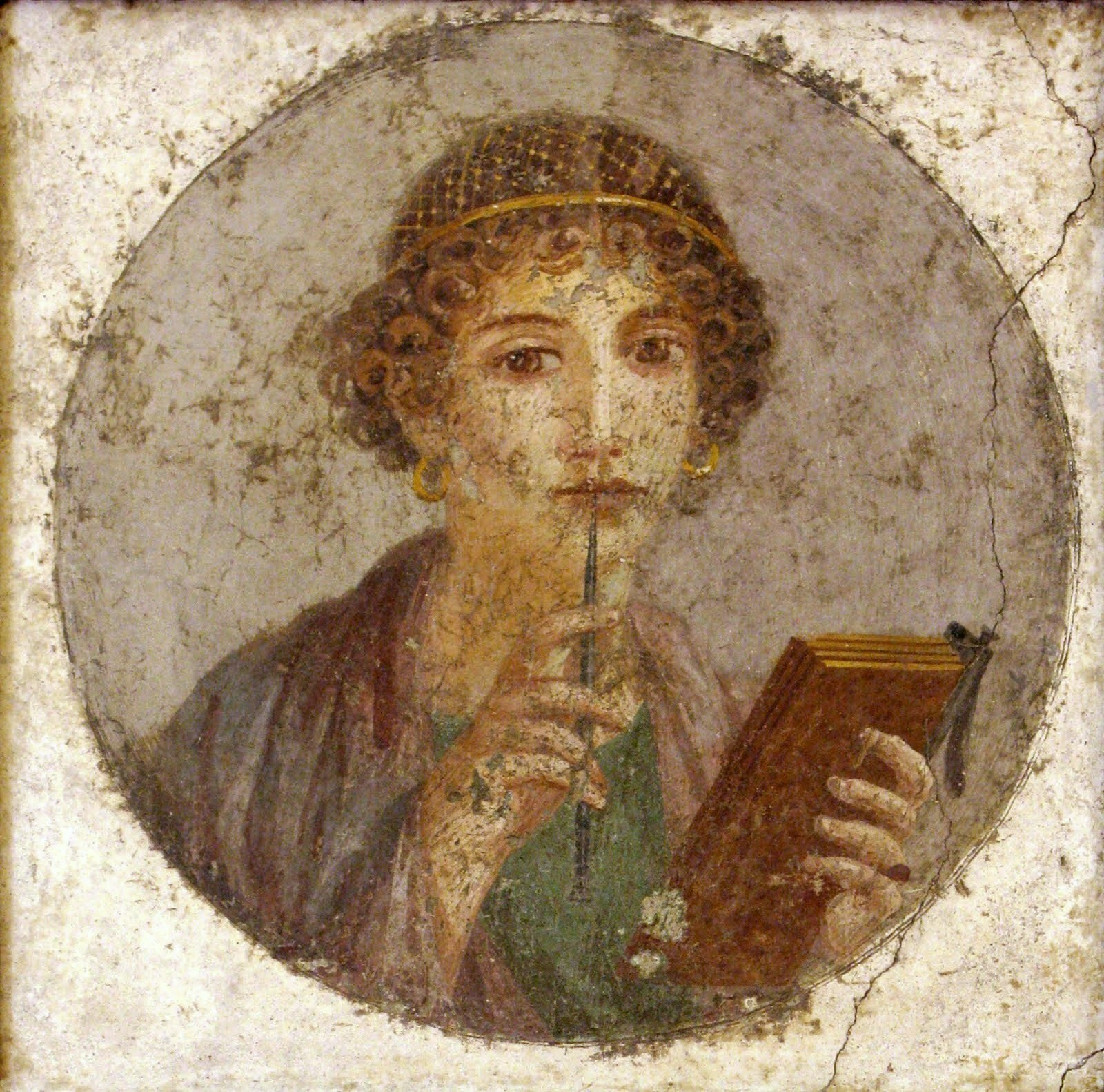

생각(영어: Thought/Thinking) 또는 사고(思考)는 결론을 얻으려고 헤아리고 판단하고 인식하는 관념의 과정이다. 목표에 이르는 방법을 찾으려고 하는 정신 활동을 말한다. 사상(思想), 사유(思惟)라고도 한다.
지각이나 기억의 활동만으로는 충분하지 않은 경우에, 어떻게 이해하고 또 행동해야 할 것인가를 헤아리는 활동을 '생각'이라고 말한다.
생각은 언어에 의해서 행해진다고 하지만, 도형적(圖形的)으로 헤아리는 경우와 같이 언어에 의하지 않는 생각도 살펴볼 수 있다. 또 귀납적 사고, 연역적 사고와 같이 추론의 종류에 의해서 분류하는 경우도 있다.

## 사상
생각하는 작용으로서의 ‘사고’(思考)에 대해 생각된 내용을 ‘사상’이라고 한다. 그러나 이것은 그때그때의 사고 내용이 아니라 어떤 정리된 통일적 내용을 뜻한다. 따라서 판단 이전의 단순한 직관의 입장에 그치지 않고 이러한 직관 내용에 논리적 반성을 곁들여 이룩된 사고의 결과, 즉 사고 내용을 가리킨다. 예컨대 어떠한 행위를 선(善)이라든가 악(惡)이라고 판단하는 것이 아니라, ‘선’ 또는 ‘악’이라는 것이 사상이지만 때론 아닐 때도 있다.
다시 말하자면 많건 적건 원리적 통일을 지니는 판단 체계가 사상이다. 그것은 사회·인간에 대한 일정한 견해의 뜻이 된다. 그러한 견해로써 사상을 발표하고, 또한 사회적 행동을 한 사람을 두고 ‘사상가’라고 부른다.
그러나 과거 일제 강점기에 흔히 불리던 ‘사상가’란 대개의 경우 ‘민족 운동가’ 또는 진취적인 지식인을 말하기도 했으며, 이 경우 사상이란 특수한 뜻으로 사용되어, 일종의 민족주의 사상과 같은 뜻으로 해석되기도 했었다. 또한 ‘사상’과 ‘철학’을 비교하면 사상은 철학을 포함하여 정치, 경제, 윤리, 문학, 역사, 종교, 과학, 예술 사상 등과 같이, 아주 폭넓은 뜻으로 쓰인다.
생각이라는 것은 경험을 하면서 유동적으로 바뀔 수는 있으나 한 번 정해진 사고틀은 바뀌기가 힘들다. 그리고 자신이 그런 자신의 사고틀을 알아차리는 것도 힘들다. 하지만 태도나 어떤 자세로 임하는지에 따라 생각은 무의식적으로 달라질 수 있다. 또한 생각은 경험을 토대로 어떻게 연결시키느냐도 중요하다.
특히 수학이나 과학의 경우 실제 경험을 토대로 공식과 이론들을 이해하는 것이 매우 중요하다. 수학의 경우 실제로 경험하기가 어렵다고 생각하지만 실제 옛날의 천재들은 경험과 수학을 잘 연결시켜 현실과의 괴리가 없도록 했다. 따라서 현실성이 없는 수학은 가치가 없다. 음악부분에서도 어떤 식으로 음악에 대해 바라보는지가 앞으로의 음악을 좌우하므로 음악을 한다면 좀 더 음악에 대해 잘 알아야 하는 것이다.

## 과학적 정의
생각을 과학적으로 설명하면 큰 범위에서 의식이라고 할 수 있다. 포유류에서 구체화되기 시작한 1차 의식과 인간에 와서 가능해진 언어로 촉발된 고차의식으로 인간은 생각을 할 수 있게 되었고 자아를 인식할 수 있는 존재가 되었다.

### 신경과학자 제라드 에덜먼과 그의 이론
제라드 에덜만은 의식을 1차 의식과 고차 의식으로 모델링하며 의식의 일반적인 속성을 정리했다.
- 의식의 상태는 일원적이고 통합적이며 뇌에 의해 구성된다.
- 의식의 상태는 다양한 감각 양식의 결합을 반영한다.
- 의식의 상태는 광범위한 내용의 지향성을 보여준다.

#### 1차 의식
에덜먼은 1차의식이란 "언어가 생성되기 전에 형성되는 것으로, 인간이나 개 또는 고양이 정도의 포유동물이 가지는 의식이다. 1차 의식은 기억된 현재이다." 라고 했다. 1차 의식은 간단히 장면의 생성이라 할 수 있다.
동물의 기억과 학습은 시냅스 상태의 통계적 변화로 나타난다. 신경세포들의 다중 연결로 바깥세상을 인식하고 내부의 욕구에 맞춰 감각 입력들을 받아들여 지각을 분류한다.
뇌간과 자율신경계에서 전달된 내부 항상성 신호와 외부에서 유입된 시각, 청각, 체감각 입력이 해마와 편도에서 외부 세계 신호와 내부 신체 신호의 상관관계를 형성하여 기억을 만든다. 해마는 기억을 만들어내는 곳이고 신피질은 대뇌반구 표면을 덮고 있는 회색질의 층으로 학습, 감정, 의지, 지각, 언어, 수의운동 등을 생성한다. 내부 신호는 시상하부의 자율신경계 중추로 올라가고 그 신호들은 계속해서 뇌간과 간뇌를 통하여 대뇌피질로 올라간다.
대뇌피질은 항상 변화하는 외부 세계에서 감각 입력을 처리하여 운동 출력을 만든다. 그 과정에서 중요한 정보는 기억으로 저장한다. 이렇게 만들어진 기억은 다시 전두엽, 두정엽, 측두엽과 연계하여 생존에 필요한 배고픔이라든지 갈증, 심장박동과 같은 몸상태를 유지하기 위한 기억을 형성한다. 이러한 흐름에서 중요한 신경 정보의 닫힌 루프가 형성된다. 전두엽, 두정엽, 측두엽에서 만들어진 기억들은 실시간으로 입력되는 외부의 신호, 정보들과 양방향으로 연결된다. 기억과 세계 신호 사이의 상호 연결 결과로 중요한 1차 의식이 생성된다.
루프가 작동하면 시각, 청각, 체감각이 욕망에 의해서 규격화된 정보가 된다. 이것을 '지각의 분류'라고 한다. 외부 감각 입력에 의해 시작된 지각 작용이 단순히 방향성 없이 연속적으로 흐르는 것이 아니라 욕망에 따라 분류되는 것이다. 이 루프가 계속해서 돌면 해마에서 형성된 기억과 전두엽, 두정엽, 측두엽과의 상호 연결을 통해 지각 분류 과정 자체가 다시 분류된다. 이것이 바로 '개념의 분류'이다. 하지만 언어가 배제되어 있기 때문에 1차 의식에 불과하다.

#### 고차 의식과 생각
1차 의식은 현재적 의식이고 장면들이 시간과 더불어 연속해서 흐르는 것이 아니라 스냅사진처럼 하나의 장면을 묘사한 그림이다. 인간의 고차 의식은 동물들의 1차 의식 작동 상태에서 언어가 더 추가되어 생성된 것이다.
언어를 매개로 하는 대뇌 부위에는 브로카 영역과 베르니케 영역이 있다. 브로카 영역은 우리가 발음을 할 수 있도록 해주는 운동언어 영역이고, 베르니케 영역은 감각언어 영역이다. 브로카, 베르니케 등 언어를 생성하는 영역이 전두엽, 두정엽, 측두엽과 연결되어서 생성되는 것이 바로 고차의식이다. 고차의식은 언어에 의해서 만들어진다. 언어를 매개로 하여 고차 의식이 생성되면서 현재가 연속적으로 흘러가 미래와 과거가 생기게 된다. 인간은 매 순간 외부 자극을 처리하여 생존에 중요한 정보를 기억에 저장한다. 저장된 기억을 불러내어 새로운 입력에 대응할 때 과거라는 의식이 생긴다. 그리고 과거의 정보가 쌓여 이루어진 상태가 현재이다. 현재의 자극 입력을 뇌가 처리한다는 것은 과거의 기억을 현재와 대조한다는 것이고, 이는 바로 다음 순간이 어떻게 전개될 것인지 무의식적으로 인식하는 것이다. 고차 의식으로 가며 언어를 매개로 기억이 생성되면서 하나의 장면이 담긴 스냅사진들을 연결하여 드라마를 만든 결과, 과거, 현재, 미래가 형성되고 그 과정에서 자아의식이 생기게 되고 생각을 할 수 있게 된다.

## 자동적 사고
심리학에서 자동적 사고(automatic thought) 또는 자동 및 제어 사고(Automatic and controlled processes, ACP)는 의식이 정보처리를 수행하는 통제된 사고 동안에 동시에 다른 정보처리를 수행하는 비의식(nonconscious process)적인 절차기억과 같은 자동적인 사고를 가리킨다. 그리고 통제된 사고는 인식과정에서 주의를 기울이거나 논리적인 정보처리와 같이 노력의 양을 요구한다. 한편 인지행동주의에서 자동적 사고는 이와는 다른 맥락에서 비의식적인 자동적 사고를 다룬다.

### 병행처리
멜빈 굿데일(Melvyn A. Goodale)과 데이비드 밀너(A. David Milner)의 TVSH(Two Visual Systems Hypothesis) 이론에 대한 주요한 근거를 제공한바있는 로버트 휘트웰(Robert L. Whitwell)등의 연구결과에서 시각정보는 시각피질들(V1~V5)이 양방향이며 동시에 서로 긴밀하게 협응하여 인식된 정보를 바탕으로 행동을 조절하여 결과를 만들어내는 병행처리 수행의 협응 기작을 밝혀낸바있다.
신경과학자들은 특히 시각피질의 정보가 배측경로(dorsal stream)와 복측경로(ventral stream)로 나뉘어 거의 동시적으로 병행처리되는 과정의 주요한 의미를 강조한바있다. 이는 따라서 아는것과 해보는것은 다르다는 사실을 지지하는 또다른 주요한 연구결과이다. 또한 이러한 맥락에서 인지심리학자들은 인지적인 과정과 비인지적인 과정이 동시에 병행처리되는 심리적 상호작용과정을 주요하고 깊이있게 다루어야할 필요성을 언급한다.
한편 로저 울컷 스페리박사등의 연구에서처럼 대뇌의 좌반구와 우반구 역시 별도의 독립된 영역으로서 뇌량을 통해 좌반구가 수집한 정보와 우반구가 수집한 정보가 서로 병행처리되어 종합적으로 인지되는 것으로 보고된바있다. 이러한 연구결과는 좌뇌는 분석적이고 섬세한 인지기능을 우뇌는 종합적이고 맥락적인 인지기능을 처리한다는 사실을 지지하고있다.

### 인지행동적 접근
심리 치료에서 인지를 다루는 최초의 치료적 접근자 중 한 사람은 기본적인 실수에 대한 개념과 그들이 건전하지 않다고 여겨지거나 쓸모없는 행동으로 여겨질수있는 오해와 편견이 그들의 삶의 목표를 인지적으로 구성하는데 어떻게 영향을 끼쳤는지를 연구한 알프레드 아들러였다. 이러한 아들러(Adler)의 인류의 삶에 대한 사려 깊은 연구는 앨버트 엘리스(Albert Elis)의 연구에 영향을 미쳤으며 오늘날 합리정서행동치료(REBT)로 알려진 최초의 인지 기반 심리요법을 개발한는데 영향을 주었다.
당시 알려진 합리적 정서 치료법(REBT)이 개발되는 것과 동시에 아론 벡(Aaron T. Beck)은 정신 분석학 현장에서 무료 커뮤니티를 진행하면서 이 세션에서 벡(Beck)은 프로이트(Freud)가 이전에 이론화한 것만큼 생각이 무의식적이지 않으며 특정 상황에대한 고착된 유형의 해석적 사고가 정서적 고통의 원인이 될 수 있는 인지적 사고의 비의식적 과정을 확인하였다. 이 가설에서 벡(Beck)은 이러한 생각을 "자동적 사고"(Automatic Thoughts)라고 불렀으며 이러한 가설을 전제로 인지행동치료(CBT)를 개발하였다. 이후 벡(Beck)은 "인지 행동 치료의 아버지"로 불렸다.
CBT의 주요한 시작은 합리적 정서 요법(REBT)과 인지행동치료(CBT)라는 두 가지 요법이었다. 이는 자동적 사고와 관련되는 인지 요인에 중점을 두고있다.

## 참고 자료
- 박문호, 《뇌 생각의 출현》, 휴머니스트, 2008년, 107~113쪽, 346쪽

## 같이 보기
- 행동주의
- 정신분석학
- 절차기억
- 휴리스틱 이론